# Pisa-papel
Um pisa-papeis (português europeu) ou peso de papel (português brasileiro) é um objecto destinado a exercer um determinado peso sobre folhas, cartas ou outros documentos para os imobilizar.

## História

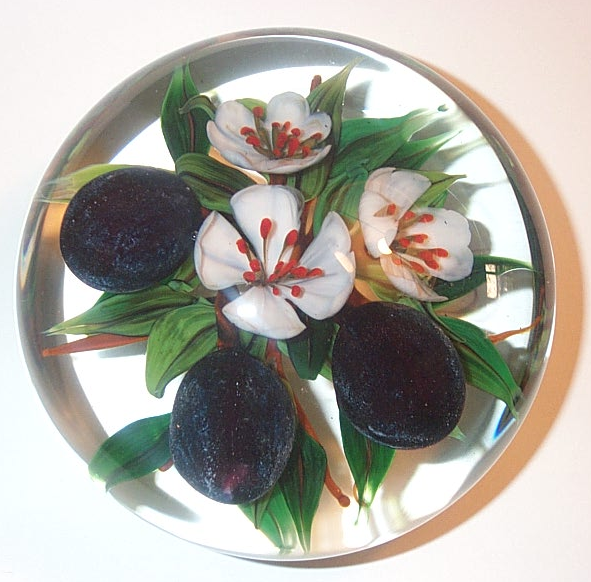
Pisa-papel "gota".

O pisa-papeis surgiu com a Revolução Industrial, quando nos escritórios se começaram a usar vários tipos de documentos, como facturas ou cartas, sendo colocadas sobre as mesas. Como vulgarmente os edifícios tinham janelas que se abriam com regularidade, tornou-se necessário colocar um objecto pesado sobre eles para os pressionar e evitar que voassem com o vento.
O que começou como um elemento puramente funcional, talvez uma pedra ou um pedaço de metal, evoluiu gradualmente, para objectos estéticos. Por volta de 1840 na França, emergiu uma grande indústria dedicada aos pisa-papéis, transformando-os em peças de arte.
Essa industria, era baseada nos artesãos italianos da arte do vidro de Murano que herdaram a tradição romana de trabalhar o vidro. Os franceses por seu lado, tiveram uma grande contribuição ao desenvolverem técnicas que aproveitavam as propriedades ópticas do vidro. Dessa forma, introduziram objectos decorativos em áreas especificas dos pisa-papéis de modo a que a sua imagem fosse ampliada.
Actualmente, existem em uma imensa variedade de formas e cores tendo apenas em comum o peso suficiente para manter as folhas de papel no sitio.
Pisa-papéis com finalidade decorativa também são amplamente produzidos e apreciados como peças de arte, e muitas vezes são expostos em museus como exemplos de arte em vidro fino.
As formas mais comuns são as chamados "gotas", que se constituem em uma espécie de semi-esfera em vidro ou em acrílico que dá a impressão de um aumento da imagem por uma lente.

## Pisa-papéis de vidro decorativo

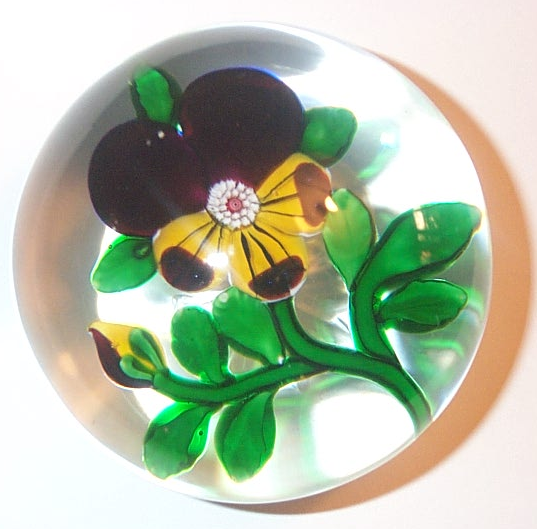
Amor-perfeito em um Baccarat.

Os pisa-papéis de vidro decorativo geralmente têm uma base plana e o topo em forma de cúpula podendo ser gravados ou facetados. O núcleo pode ser revestido com uma ou mais camadas finas de vidro colorido e ter cortes para revelar o motivo interior. A base sobre o qual assenta, pode ser clara ou colorida, feita de papel de areia ou com rendados.
A maioria dos pisa-papéis antigos, foram feitos principalmente em três fábricas francesas, entre 1845 e 1860, a Baccarat, St. Louis, e na Clichy. Também foram produzidos, nos EUA, Grã-Bretanha e em outros lugares, pisa-papéis de menor qualidade, apesar de na Bacchus (Reino Unido) e na New England Glass Company (EUA) se terem produziu alguns que igualaram os melhores dos franceses. Os pisa-papéis mais recentes foram feitos a partir de cerca de 1950 até o presente.
Existem muitos coleccionadores de pisa-papéis em todo o mundo. Várias associações de coleccionadores realizam convenções nacionais ou regionais, e desenvolvem actividades como excursões, palestras e leilões.